# Hannah Montana: The Movie
Hannah Motana: The Movie er en film fra 2009 om Disney Channel-stjernen Hannah Montana. Filmen havde dansk premiere den 7. maj 2009. Filmen er instrueret af Peter Chelsom og skrevet af Daniel Berendsen.

## Personer
- Miley Stewart/Hannah Montana – Miley Cyrus
- Robby Stewart – Billy Ray Cyrus
- Lily Truscott/Lola Luftnagle – Emily Osment
- Jackson Stewart – Jason Earles
- Mormor Ruby – Margo Martindale
- Lorelei – Melora Hardin
- Mr. Bradley – Barry Bostwick
- Oswald Granger – Peter Gunn
- Travis Brody – Lucas Till
- Vita – Vanessa Williams
- Borgmesteren – Beau Billingslea

### Øvrige personer
- Oliver Oken/Mike Standley III – Mitchel Musso
- Rico – Moises Arias
- Tyra Banks – Tyra Banks
- Steve Rushton – Steve Rushton
- Rascal Flatts – Rascal Flatts (band)
- Marcel – Marcel Francois Chagnon
- Taylor Swift – Taylor Swift
- Bucky Covington – Bucky Covington
- William Gentner – William Gentner

## Soundtrack
1. "The Best of Both Worlds: 2009 Movie Mix" – Hannah Montana
2. "The Good Life" – Hannah Montana
3. "Let's Get Crazy" – Hannah Montana
4. "Backwards" (Acoustic) – Rascal Flatts
5. "Bless the Broken Road" (Acoustic) – Rascal Flatts
6. "Don't Walk Away" – Miley Cyrus
7. "Dream" – Miley Cyrus
8. "Back To Tennessee" – Billy Ray Cyrus
9. "Crazier" – Taylor Swift
10. "Hoedown Throwdown" – Miley Cyrus
11. "Butterfly Fly Away" – Miley Cyrus & Billy Ray Cyrus
12. "Rock Star" – Hannah Montana
13. "The Climb" – Miley Cyrus
14. "You'll Always Find Your Way Back Home" – Hannah Montana

## Eksterne Henvisninger
- Hannah Montana: The Movie på Internet Movie Database (engelsk)
- Hannah Montana: The Movie på Filmdatabasen
- Hannah Montana: The Movie på Scope
- Hannah Montana: The Movie i Svensk Filmdatabas (svensk)
- Hannah Montana: The Movie på AlloCiné (fransk)
- Hannah Montana: The Movie på MovieMeter (nederlandsk)
- Hannah Montana: The Movie på AllMovie (engelsk)
- Hannah Montana: The Movie hos American Film Institute (engelsk)
- Hannah Montana: The Movie på Turner Classic Movies (engelsk)
- Hannah Montana: The Movie på The Movie Database (engelsk)

1. ↑  Navnet er anført på engelsk og stammer fra Wikidata hvor navnet endnu ikke findes på dansk.